# George Washington
George Washington (Westmoreland County, Virginia, 22 februari 1732 – Mount Vernon, Virginia, 14 december 1799) was generaal, opperbevelhebber van de koloniën in de Amerikaanse Onafhankelijkheidsoorlog, slavenhouder en de 1e president van de Verenigde Staten van 1789 tot 1797.

## Koloniale tijd

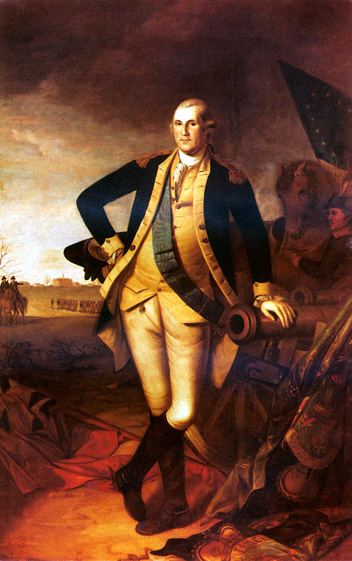
Washington in 1779

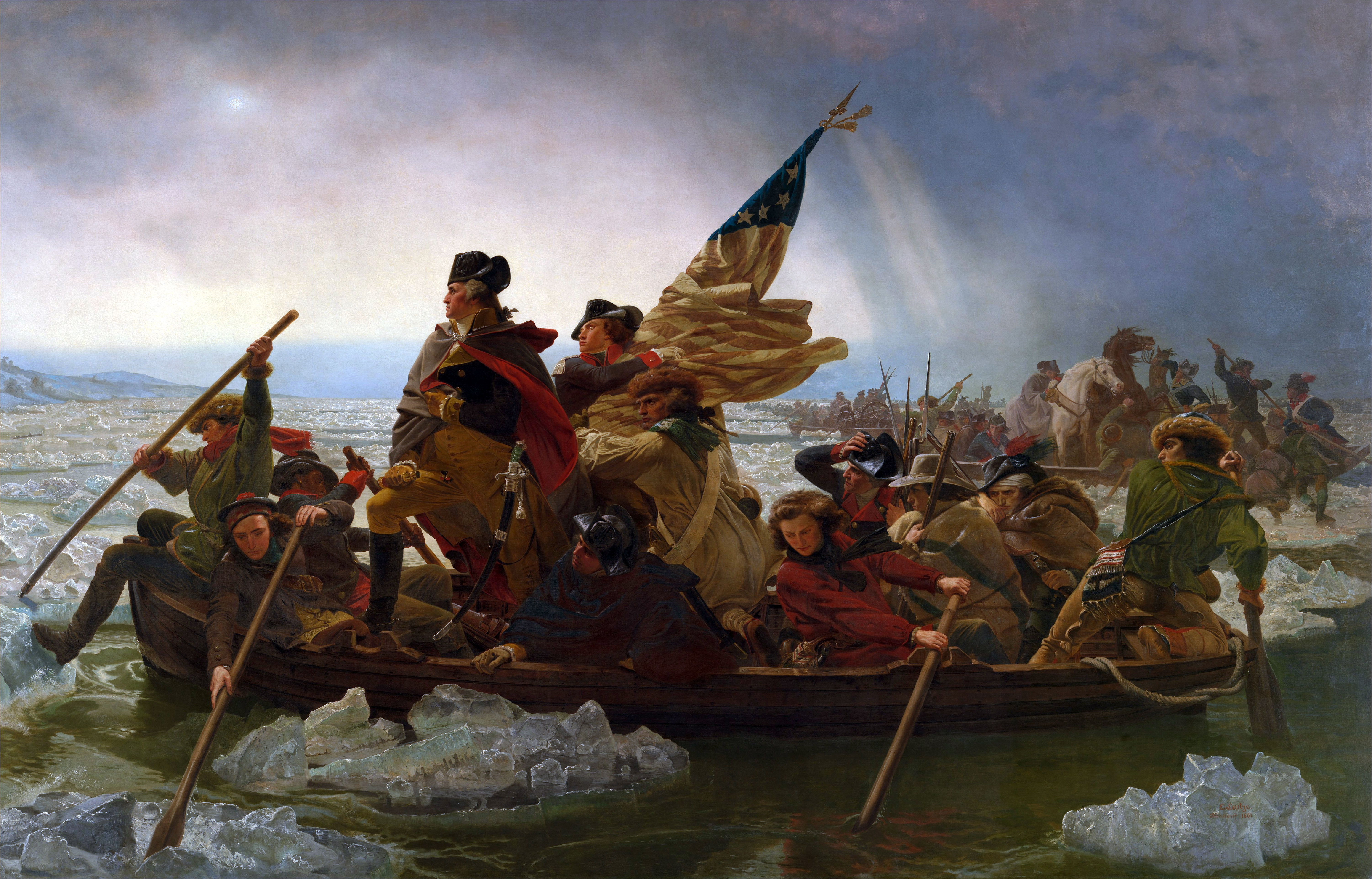
Washington steekt de Delaware over, 1776. Schilderij van Leutze

George Washington werd in 1732 geboren in een welvarende familie van Engelse afkomst. Zijn overgrootvader, John Washington, was omstreeks 1657 vanuit Engeland geëmigreerd naar Westmoreland County (destijds een deel van Brits-Amerika). George Washingtons vader overleed toen George 11 jaar oud was en kort daarna verhuisde hij naar Mount Vernon. Opgeleid als landmeter hielp Washington de stad Belhaven plannen, nu Alexandria geheten. In 1752 overleed zijn halfbroer Lawrence en erfde Washington het landgoed Mount Vernon.
In de jaren 1750 bereikte de rivaliteit tussen Engeland en Frankrijk over koloniale aspiraties in Noord-Amerika langzaam een hoogtepunt. In 1753 bracht Washington als vrijwilliger tevergeefs een ultimatum over aan de Franse commandant in het huidige Ohio. Na terugkomst werd Washington gepromoveerd tot luitenant-kolonel in de militie van Virginia. Hij leidde een missie naar de rivier de Ohio en bouwde Fort Necessity als antwoord op de forten die de Fransen al hadden gebouwd in het gebied. Na een kort gevecht en omringd door Franse troepen gaf Washington zich over en marcheerde hij zijn troepen terug naar de hoofdstad van Virginia, Richmond.
Korte tijd hierna brak de Franse en Indiaanse Oorlog uit en begeleidde hij generaal Edward Braddock bij diens expeditie om Ohio op de Fransen te veroveren. Hoewel deze expeditie op een fiasco uitliep, toonde Washington zijn leiderschap door, onder vuur van de vijand, koelbloedig te blijven en zijn troepen terug te trekken. In 1755 werd Washington gepromoveerd tot kolonel en opperbevelhebber van de Virginia Militia.
Nadat de grenzen van Virginia veiliggesteld waren van Franse aanvallen, trad Washington terug uit de militie om zich meer te wijden aan zijn landgoed. In 1759 trouwde hij met de welvarende weduwe Martha Dandridge Custis en ging hij zich actief bezighouden in de politiek. Hij werd lid van de volksvertegenwoordiging in Virginia waar hij langzaamaan zich steeds meer begon af te keren van het Britse beleid in de koloniën.

## Amerikaanse Revolutie

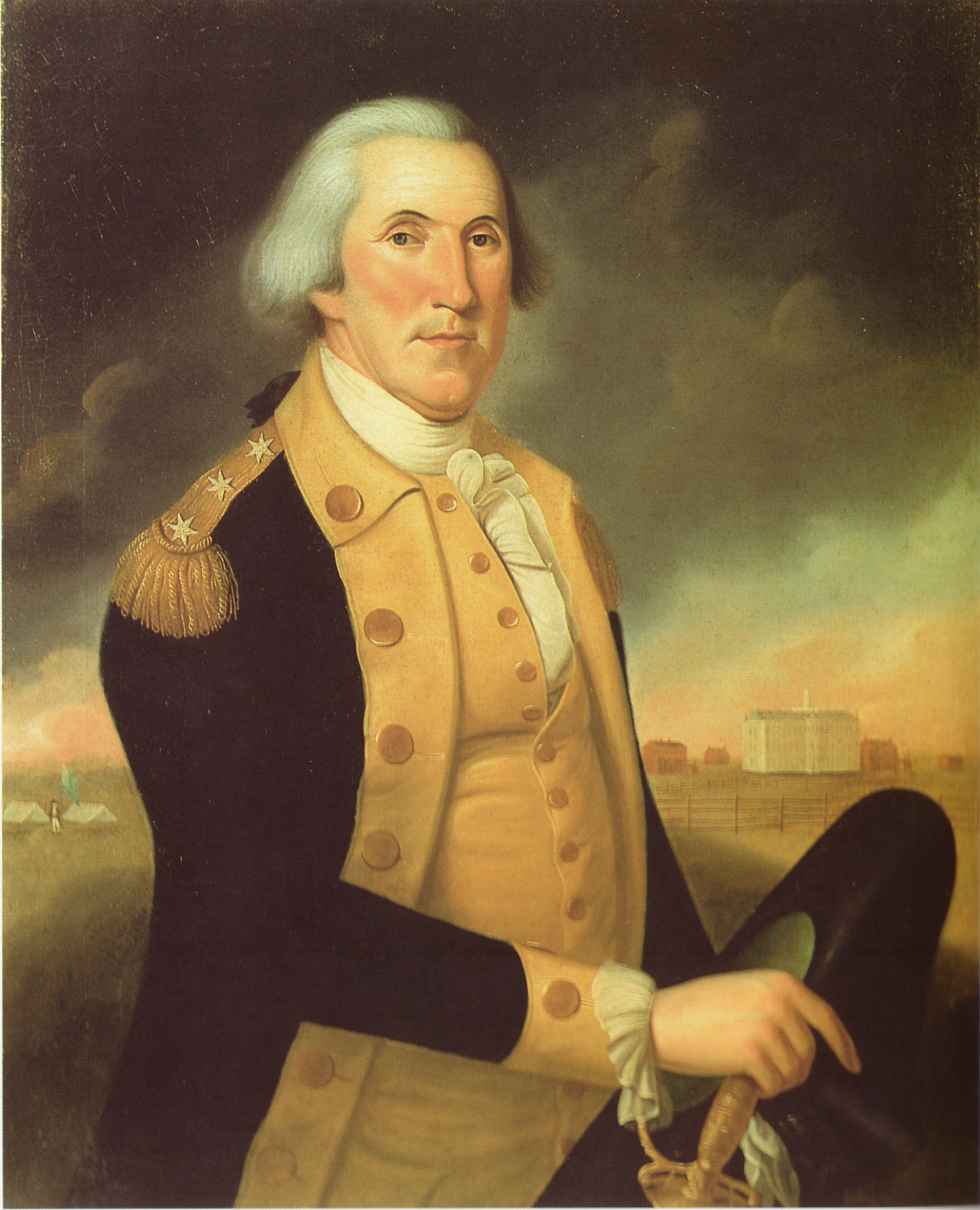
Washington in 1793/94

In 1774, toen de spanningen in de koloniën verder opliepen, werd Washington gekozen als afgevaardigde van Virginia tot het eerste Continental Congress. Ook in het tweede Continental Congress was hij afgevaardigd en daar werd hij in 1775 unaniem gekozen als opperbevelhebber van de koloniale strijdkrachten.
Washington nam het bevel op zich over de troepen rond Boston en begon het leger van burgersoldaten op te leiden. In maart van 1776 verdreef hij de Britten uit Boston, maar zijn verdediging van New York liep hopeloos fout. Het merendeel van de koloniale troepen wist zich dankzij Washington echter in veiligheid te brengen, maar de gevechten leken in deze fase van de Revolutie in het voordeel van de Britten te lopen.

### Laatste fase van de revolutie
Op kerstavond 1776 viel Washington de Hessen bij Trenton aan en behaalde daar een overwinning die het moreel van de koloniale troepen veel goed deed. Het Tweede Continentaal Congres gaf hem volmachten om soldaten te rekruteren uit de afzonderlijke kolonies, officieren te vervangen naar believen en 
tegenstanders van de opstand te detineren. Congresleden uit Nieuw Engeland, zoals John en Samuel Adams, probeerden deze volmachten terug te draaien toen resultaten aanvankelijk uitbleven. In 1777 moest het Congres zelfs in allerijl worden geëvacueerd toen de Britten de stad Philadelphia naderden en vervolgens innamen. Washington werd een te voorzichtige strategie verweten en een groepje officieren, bekend als de Conway Cabal, spanden samen om hem als opperbevelhebber aan de kant te schuiven.
De Revolutie sleepte zich hierna voort met wisselend succes totdat het tij langzaam maar zeker begon te keren in het voordeel van de koloniale troepen.
In 1780 begonnen Franse troepen zich meer en meer in de strijd te mengen nadat Frankrijk openlijk de kant van de kolonialen had gekozen en de Britten de oorlog hadden verklaard. In oktober van 1781 omsingelde het leger van Washington en de Franse troepen de Britse generaal Charles Cornwallis in Yorktown in Virginia. De slag bij Yorktown, die in het voordeel van de Amerikanen en Fransen verliep, bleek beslissend en Cornwallis' overgave betekende het feitelijke einde van de Britse weerstand tegen de Revolutie.
Na de Britse erkenning van de Amerikaanse onafhankelijkheid in 1783 verliet Washington het leger en wijdde hij zich weer aan zijn geliefde landgoed op Mount Vernon.

## Strijd om de grondwet en het presidentschap

Inauguratie van Washington in 1789

Na de Revolutie wilde Washington niets liever dan zijn oude levensstijl weer oppakken. Hoewel hij zeer bekend was en een bijna koninklijke aanhang had, voelde hij niets voor een positie van belang. In 1787 echter, toen duidelijk werd dat de huidige bestuurlijke organisatie van het land niet efficiënt en daadkrachtig genoeg was (op basis van de Articles of Confederation), werd Washington afgevaardigd naar de Constitutional Convention in Philadelphia.
De conventie in Philadelphia werd het toneel van heftige discussies tussen voor- en tegenstanders van een sterk federaal politiek bestuur. Washingtons invloed daar was van groot belang, hoewel hij zelden actief meedeed aan de beraadslagingen. Over het algemeen steunde hij de totstandkoming van een daadkrachtige federale regering en zijn steun trok veel twijfelaars over de streep. Na goedkeuring van het ontwerp voor de grondwet door de staten van de Unie, werd Washington unaniem gekozen tot de eerste president van de Verenigde Staten.

### Eerste termijn
Op 30 april 1789 werd Washington in New York ingehuldigd als president met John Adams als zijn vicepresident. Op de hedendaagse Wallstreet legde hij de eed af, op de trappen van de Federal Hall. Hij was zich er terdege van bewust dat zijn daden als president een groot precedent zouden scheppen voor alle toekomstige presidenten. Hoewel hij formeel geen partijbelangen behartigde – hij hoopte dat de Amerikaanse politiek partijloos zou blijven – had hij meer gemeen met de Federalisten, geleid door minister van Financiën (Secretary of the Treasury) Alexander Hamilton, dan met de Democratisch Republikeinen van Thomas Jefferson.
Als eerste president was Washington de enige die het gehele Hooggerechtshof kon benoemen. In 1791 gaf Washington leiding aan de keuze en planning voor de federale hoofdstad aan de rivier Potomac, het latere Washington D.C..

### Tweede termijn en afscheid van Washington
In 1792 werd Washington opnieuw, unaniem, gekozen tot president. Een van de grootste problemen in het begin van zijn tweede termijn waren de hernieuwde spanningen tussen Groot-Brittannië en Frankrijk. Zijn sympathie in deze dreigende oorlog ging meer uit naar de Britten dan naar zijn oude Franse bondgenoten, mede doordat hij de chaos die in Frankrijk ontstond door de Franse Revolutie verafschuwde. Hij wist zijn land evenwel neutraal te houden, tot ergernis van de pro-Franse sentimenten van een deel van het land.
In de laatste fase van zijn presidentschap sloten de Verenigde Staten een verdrag met Groot-Brittannië (het Verdrag van Jay) dat eindelijk de terugtrekking van alle Britse troepen uit de VS regelde. Bij het verlaten van de actieve politiek richtte Washington zich met een in een krant gepubliceerde brief tot zijn volk, die één der belangrijkste presidentiële "toespraken" zou worden. Hierin waarschuwde Washington onder andere voor te nauwe bondgenootschappen met andere landen. Na het presidentschap te hebben overgedragen aan de nieuw verkozen John Adams, trok Washington zich weer terug op het door hem zo geliefde Mount Vernon.
George Washington heeft zich na twee ambtstermijnen niet meer herkiesbaar gesteld, maar herverkiezing bleef wel wettelijk onbeperkt mogelijk. In de praktijk werden volgende presidenten meestal maar twee keer gekozen. Een grote uitzondering was F.D. Roosevelt. Hij werd viermaal gekozen: in 1932, 1936, 1940 en 1944. Daarna werd het aantal ambtstermijnen in de Grondwet beperkt tot twee.

## Pensionering en postume eerbewijzen

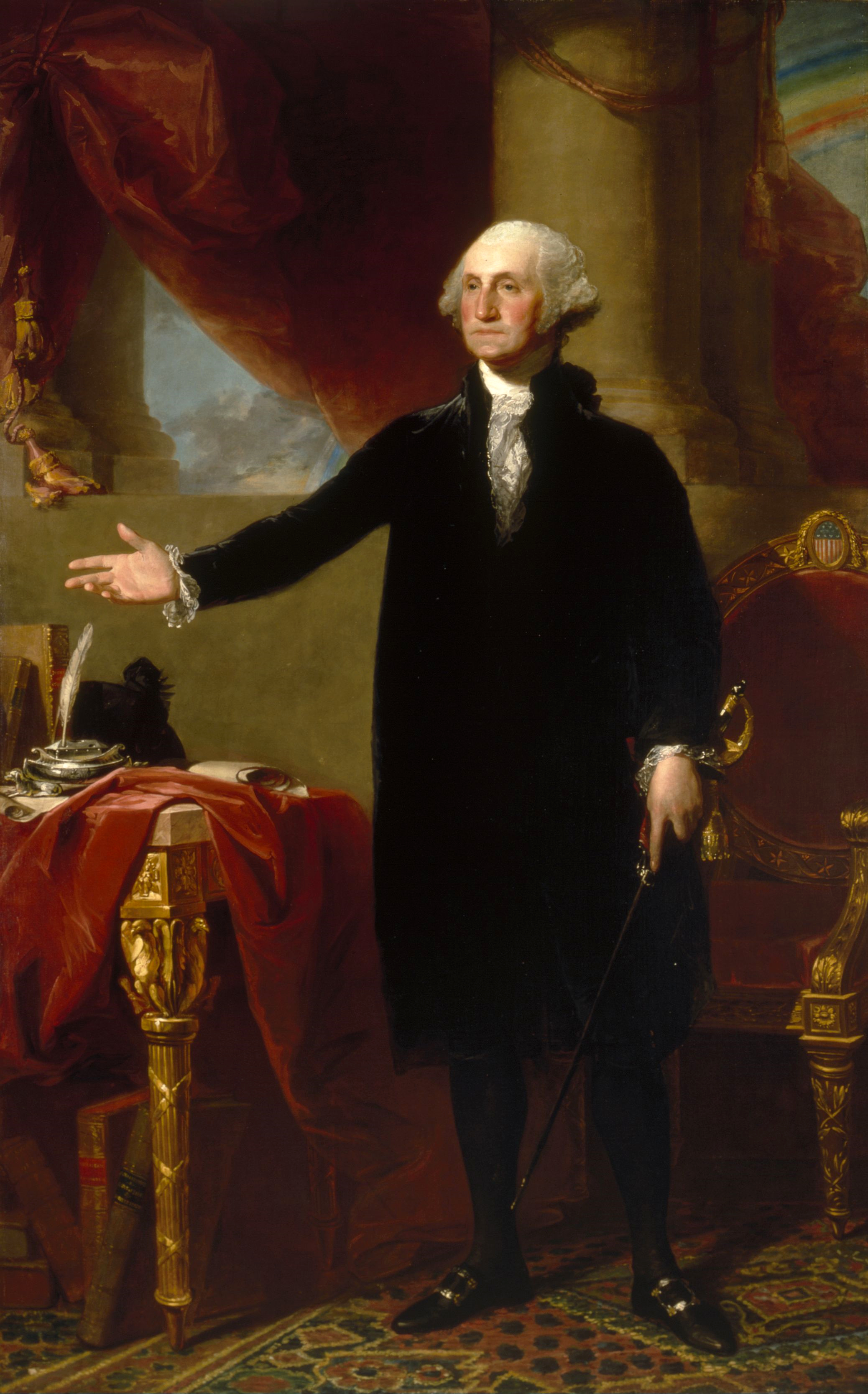
George Washington (Lansdowne Portret)

Washington wijdde zich aan het landgoed Mount Vernon na het verlaten van de landelijke politiek, hoewel hij met tegenzin wel het bevel over het leger op zich nam toen er oorlog met Frankrijk dreigde in 1798. Die oorlog bleef echter uit. Eind 1799 bleek het overdadige aderlaten als remedie bij een keelontsteking Washington fataal te worden. Washington overleed op 67-jarige leeftijd op zijn landgoed. Hij werd aldaar begraven in het familiegraf.
Kort na zijn dood kenschetste Harry Lee, die met Washington diende in de Revolutie, de "vader des vaderlands" van de Verenigde Staten met de woorden: "a citizen, first in war, first in peace, and first in the hearts of his countrymen" (een burger, vooraanstaand in oorlog, in vrede, en in de harten van zijn landgenoten). In 1976 nam het Congres een wet aan die Washington postuum en met terugwerkende kracht promoveerde tot de hoogste rang van het Amerikaanse leger, die van Generaal van de strijdkrachten (General of the Armies) per 4 juli 1776, de datum van de Amerikaanse Onafhankelijkheidsverklaring.
De vele precedenten die hij schiep gedurende zijn presidentschap worden nog steeds gevolgd. Naar hem zijn vernoemd de staat Washington, de federale hoofdstad Washington D.C., diverse steden en andere geografische plaatsen. Ook zijn er vele monumenten voor hem opgericht waaronder het Washington Monument in Washington D.C., en de triomfboog in het Washington Square Park aan het begin van Fifth Avenue in de stad New York. Zijn portret siert de quarter (munt van 25 cent) en het biljet van 1 dollar. Tevens is hij een van de vier presidenten afgebeeld op Mount Rushmore.
Washington was dankzij zijn inzet in de Amerikaanse vrijheidsoorlog een der Cincinnati. Zijn met diamanten versierde adelaar van dit gezelschap wordt door de president van de Cincinnati gedragen omdat Washington geen nakomelingen naliet.
In de hoofdstad van de VS is een particuliere universiteit gesticht die de naam van Washington draagt. De George Washington-universiteit werd ruim twee decennia na zijn overlijden opgericht door het Amerikaanse Congres, nadat Washington dit idee jarenlang gepromoot had en ondersteunde door een legaat op te nemen in zijn testament.

## Historische betekenis
Washington wordt algemeen door historici beschouwd als een van de belangrijkste en beste presidenten uit de Amerikaanse geschiedenis. In een onderzoek door Arthur M. Schlesinger sr., dat de historicus in 1948 uitvoerde, en een vervolgonderzoek in 1962 waarbij Schlesinger 75 historici om hun mening vroeg, werd alleen Abraham Lincoln hoger ingeschat. Een onderzoek onder bijna 50 historici in 1982, uitgevoerd door de krant de Chicago Tribune, noemde Washington de op twee na beste president. Ook andere onderzoeken noemen Washington regelmatig bij de eerste drie.
Naar huidige maatstaven pleit echter volgens sommigen tegen hem dat hij zich met zijn landgoed Mount Vernon (zoals verscheidene presidenten na hem) als slavenhouder manifesteerde. Anderen zien in dit standpunt een uiting van niet professionele 'standplaatsgebondenheid'. Voor 1775 had Washington geen enkel bezwaar tegen slavernij, hierna leek hij echter langzaam beïnvloed te worden door het abolitionisme. In gesloten kringen sprak hij zich regelmatig uit tegen slavernij en de verwerpelijkheid hiervan. In het openbaar zweeg hij echter over dit gevoelige onderwerp. Hij was bang dat het aansnijden van dit onderwerp het pasgeboren land in tweeën zou splitsen (wat een aantal decennia later ook gebeurde in de Amerikaanse Burgeroorlog). De VS waren pas net opgericht en hij zag in dat het zijn positie als leider van het gehele land niet goed zou doen als hij een openbaar debat hierover zou beginnen. Zelf hield hij dus wel enkele honderden slaven. Dit werd hem ook regelmatig verweten door de abolitionisten. Hij zorgde relatief goed voor zijn slaven en liet oudere slaven veelal vrij. Washington zorgde ervoor dat de jonge slaven werden onderwezen. In zijn testament stond dat zijn slaven na het overlijden van zijn vrouw allemaal vrij zouden zijn. Een jaar voor haar dood liet Martha de slaven vrijwillig gaan.

## Persoonskenmerken
Washington werd geregeld beschreven als een charismatisch en krachtig persoon. Zijn uiterlijke vertoning was imposant; hij was lang, 1 meter 88, breed en fysiek sterk. Hij kon goed dansen en had een grote voorliefde voor paarden. Uiterlijk vertoon was voor hem van het grootste belang als nieuwe president. Wanneer hij door kleine dorpen reed als president stapte hij uit zijn wagen en reed hij op zijn witte paard. De mensen vonden het geweldig om hem als groot leider te zien en hij realiseerde zich het belang hiervan. In zijn brieven was hij zeer bescheiden, meermaals stelde hij volkomen ongeschikt te zijn voor het presidentschap, dat hem uiteindelijk toch ten deel viel.
Vanwege zijn bijzondere persoonlijkheid en belangrijke invloeden op de VS en het presidentschap wordt Washington beschouwd als het voorbeeld waarnaar presidenten moeten streven.

## Godsdienstige achtergrond
President George Washington werd op 4 november 1752 ingewijd in een vrijmetselaarsloge in Fredericksburg. Tijdens een vrijmetselaarsceremonie op 18 september 1793 legde hij de eerste steen van het Capitool in Washington. Gehuld in vrijmetselaarsvoorschoot marcheerde hij naar de bouwplaats waar de leden van een aantal loges op hem wachtten.
In 1788 werd Washington meester van de Alexandrialoge in Alexandria (Virginia), net buiten Washington D.C., aan de zuidwestzijde, dat tot de jaren 1840 bij District Columbia hoorde. Voor deze loge werd in de jaren 1920 tot 1970 het George Washington Masonic Memorial gebouwd. Voor dit 100 meter hoge monument heeft Pharos, de oude vuurtoren van Alexandrië in de Oudheid, model gestaan. Hoewel Washington geregeld met zijn vrouw in de kerk kwam, ging hij niet aan het avondmaal. Er zijn redenen om te vermoeden dat hij deïst was, maar zeker is het niet. In ieder geval was hij een voorstander van religieuze tolerantie.

## Kabinetsleden onder Washington
| Kabinetsleden      | Ministerie         | Periode     | Bijzonderheden                                        |
| ------------------ | ------------------ | ----------- | ----------------------------------------------------- |
| John Jay           | Buitenlandse Zaken | 1789 – 1790 | Presidentskandidaat 1789, 1796, 1800                  |
| Alexander Hamilton | Financiën          | 1789 – 1795 |                                                       |
| Henry Knox         | Oorlog             | 1789 – 1794 |                                                       |
| Thomas Jefferson   | Buitenlandse Zaken | 1790 – 1793 | Presidentskandidaat 1792, 1796 3e president van de VS |
| Edmund Randolph    | Justitie           | 1790 – 1794 |                                                       |
|                    | Buitenlandse Zaken | 1794 – 1795 |                                                       |
| William Bradford   | Justitie           | 1794 – 1795 |                                                       |
| Charles Lee        | Justitie           | 1795 – 1797 | Idem onder J. Adams                                   |
| Oliver Wolcott jr. | Financiën          | 1795 – 1797 | Idem onder J. Adams                                   |
| Timothy Pickering  | Buitenlandse Zaken | 1795 – 1797 | Idem onder J. Adams                                   |
|                    | Oorlog             | 1795 – 1796 |                                                       |
| James McHenry      | Oorlog             | 1796 – 1797 | Idem onder J.Adams                                    |